# Das Hofkonzert
Das Hofkonzert ist ein deutscher Musikfilm von Detlef Sierck aus dem Jahr 1936. Er beruht auf der Operette Das kleine Hofkonzert von Edmund Nick, Paul Verhoeven und Toni Impekoven. Auch Paul Verhoeven drehte 1945 eine Verfilmung des Singspiels.

## Handlung
Deutschland zur Biedermeierzeit: Am fürstlichen Hof zu Immendingen droht das alljährliche Hofkonzert auszufallen, da die Sängerin Pinelli wegen Liebeskummer stimmlich indisponiert ist. Landesfürst Serenissimus lässt daher nach der Sängerin Belotti in München schicken. Zur gleichen Zeit erreicht die junge Christine Holm Immendingen. Sie ist auf der Suche nach ihrem Vater, der aus Immendingen stammen soll, und macht bereits an der Grenze die Bekanntschaft mit dem Leutnant Walter von Arnegg, der sich in sie verliebt. Als Christine von einem Mitreisenden als leichte Dame diskreditiert wird, verteidigt Walter sie und gibt sie als seine Braut aus, um ihre Ehre zu wahren. Es kommt zu einem Rendezvous zwischen Walter und Christine.
Christine hat als einzigen Hinweis auf ihren Vater ein Gedicht, das ihre Mutter immer bei sich trug. Es stammt vom armen Poeten Knips, der für die Verliebten des Ortes Gedichte gegen wenig Geld schreibt. Christine besucht ihn in seiner Dachkammer und erzählt ihm von ihrer Suche. Ihre Mutter war einst Sängerin am Hof und Knips kannte sie flüchtig. Er weiß nur, dass ihr Vater ein hochrangiger Mann vom Fürstenhof war. Bevor Christine weitere Nachforschungen anstellen kann, wird sie des Landes verwiesen, da Staatsminister von Arnegg so schnell wie möglich die unstandesgemäße Beziehung seines Sohnes beenden will. Walter eskortiert Christine an die Grenze. Dort trifft der Reiter aus München ein und gesteht, die Belotti in München nicht gefunden zu haben. Es stellt sich heraus, dass Belotti der Künstlername von Christine ist, die nun mit Ehrengeleit zurück an den Hof von Immendingen gebracht und dort dem Landesfürsten Serenissimus vorgestellt wird.
Christine kann nun die Suche nach ihrem Vater fortsetzen, doch liegt die Akte ihrer Mutter im Stadtarchiv auf Anweisung von Staatsminister von Arnegg unter Verschluss. Christine glaubt nun, dass Arnegg ihr Vater ist und beendet die Beziehung zu Walter. Bei den Proben für das Hofkonzert wiederum sorgt sie für Erstaunen, da sie den Text des Liedes kennt, das nie außerhalb Immendingens aufgeführt wurde – es war das Lieblingslied ihrer Mutter. Beim Konzert wiederum erfährt Serenissimus den Namen von Christines Mutter und erkennt die Ähnlichkeit zwischen beiden Frauen. Nach dem Konzert bietet er Christine an, als Kammersängerin am Hof zu bleiben und Walter zu heiraten, doch lehnt Christine ab, da sie nicht ihren Bruder heiraten könne. Serenissimus eröffnet ihr daraufhin, dass er ihr Vater ist, und Christine und Walter werden ein Paar. Auch für Knips gibt es ein gutes Ende, da er auf Christines Betreiben hin zukünftig am Hofe wohnen darf und zum Hofpoeten ernannt wird.

## Produktion
Die Dreharbeiten zu Das Hofkonzert fanden von Ende August bis Mitte November 1936 auf Schloss Veitshöchheim bei Würzburg sowie im Ufa-Atelier Neubabelsberg statt. Johannes Heesters hatte zuvor bis April für den Film Der Bettelstudent, seinem ersten Film für die UFA, vor der Kamera gestanden. Martha Eggerth war zum Zeitpunkt der Dreharbeiten bereits eine weltbekannte Sopranistin. Zwischen den beiden Hauptdarstellern kam es während der Dreharbeiten zu Spannungen, da am Set auch Eggerths damaliger Lebensgefährte Jan Kiepura die Dreharbeiten verfolgte. In einer Szene, in der Heesters und Eggerth sich küssen sollten, verweigerte Eggerth den Filmkuss, sodass die Szene mehrfach wiederholt werden musste.

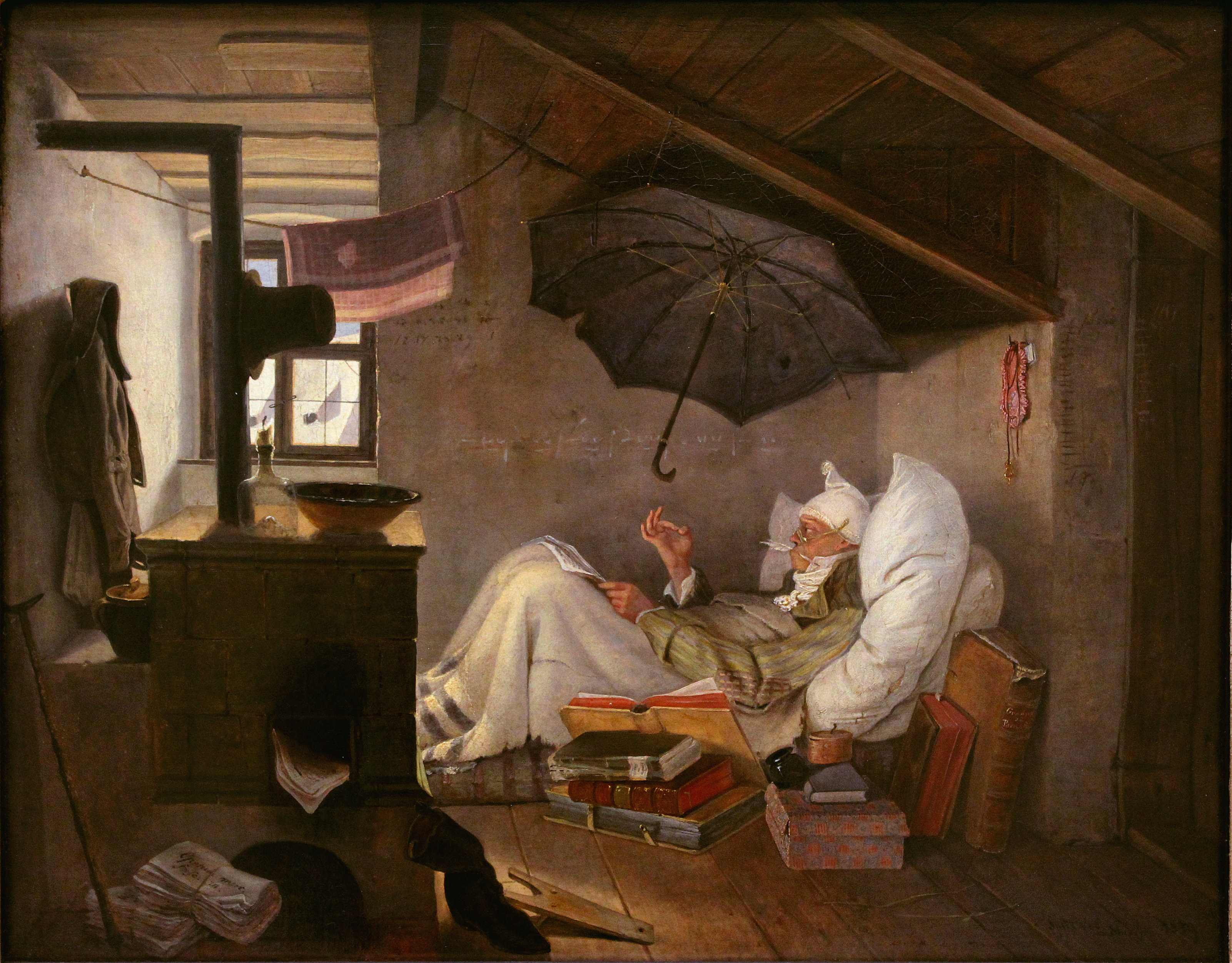
Der arme Poet, Vorlage für die Szenen in Knips’ Dachkammer

Eggerth und Heesters singen im Film mehrere Lieder, darunter Wunderschön ist es, verliebt zu sein, Denkst Du nie daran? und Fröhlichkeit, Seligkeit. Die musikalische Leitung und die Liedbearbeitung übernahm Edmund Nick, die Liedtexte stammen von Hans Bussmann, Kurt Heynicke, Eduard Mörike und Aldo von Pinelli.
Das Hofkonzert erlebte am 16. Dezember 1936 im Ufa-Palast Hamburg seine Premiere. Die Berliner Erstaufführung fand zwei Tage später statt. 1944 wurde dieselbe Geschichte von Paul Verhoeven unter dem Titel Das kleine Hofkonzert neu verfilmt.
Die Handlung des Films nimmt wie auch das zugrundeliegende Theaterstück Bezüge zu Carl Spitzwegs Biedermeier-Zeit. Knips’ Dachkammer gleicht der Dachkammer auf dem Gemälde Der arme Poet im Detail, wie auch die Figur des Knips dem armen Poeten selbst nachempfunden ist. Die Bauten des Films schuf Fritz Maurischat, die Kostüme stammen von Manon Hahn.

## Kritik
Für den film-dienst war Das Hofkonzert ein „heiter-liebenswürdige[s] Spiel mit Spitzweg-Idyllen, einigen Sentimentalitäten und ausgiebigen Gesangspartien: Martha Eggerth singt überall, auch im Badewasser. “